# Dennis Wallenberg

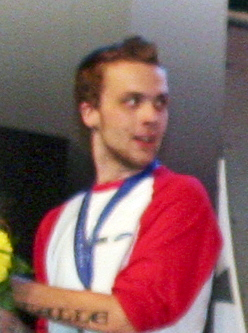
Walle på WCG 2008

Tomas Dennis Wallenberg, född 21 oktober 1986, alias Walle, är en svensk före detta professionell Counter-Strike-spelare.
Wallenberg är uppvuxen i Överkalix, Norrbottens län. Han började spela Counter-Strike när han var 16 år gammal och hade flyttat till Luleå för att studera på gymnasiet. Han hoppade av sina studier i årskurs två på gymnasiet för att satsa på CS-karriären. I slutet av 2002 gick han med i klanen  A-W-P, för att bara en kort tid senare representera hardXcore och antiheroclan. Hans första riktiga framgångsrika klan var med spiXel, då han med dessa lyckades erhålla en andra plats i mästerskapet ESWC och var under 2004 rankat som en av Sveriges bästa klan. Under 2004 blev han utnämnd till årets nykomling under eSports Award i Leipzig, Tyskland. Samma år lyckades han ta guld med det svenska landslaget i Nations Cup, med bland andra HeatoN och SpawN. Han blev senare inlånad till klanen Eyeballers inför DreamHack och CPL Winter. Laget vann Dreamhack och under CPL Winter i Dallas lyckades man sig till en finalplats, där man dock fick se sig besegrade mot NoA. Under 2005 blev han värvad till den svenska framgångsrika klanen Ninjas in Pyjamas (NIP). Han representerade även SK Gaming under den aktiva karriären. Han har flera gånger blivit rankad som världens bästa AWP-spelare inom Counter-Strike. Han medverkade i dokumentären Kungar av Counterstrike som sändes på TV4 i tre delar från 2007. Han avslutade sin professionella CS-karriär med SK Gaming efter DreamHack Winter 2010.